# Гіперболоїд інженера Гаріна (фільм)
«Гіперболо́їд інжене́ра Га́ріна» (рос. «Гиперболоид инженера Гарина») — радянський художній фільм, знятий 1965 року за однойменним романом О. М. Толстого.

## Сюжет
1925 рік. Професор Манцев винаходить зброю нечуваної руйнівної сили — гіперболоїд, що завдає страшних ударів променем. Інженер Гарін краде цей прототип сучасної лазерної гармати й вирішує його використати для божевільної ідеї — стати володарем усього світу. Але він не передбачив того, що наслідки від цього будуть важкими і для нього самого. За Гаріним і небезпечним винаходом Манцева починається справжнє полювання.

## Головні ролі
- Євстігнєєв Євген — Гарін
- Сафонов Всеволод — Шельга
- Астангов Михайло — Роллінг
- Наталія Климова — Зоя Монроз
- Дружников Володимир — Артур
- Михайло Кузнецов — Хлинов
- Саранцев Юрій — Тарашкін
- Бубнов Микола — Манцев
- Чекмарьов Віктор — чотирипалий
- Шпрингфельд Павло — Гастон
- Бруно Оя — капітан Янсен
- Ушаков Альоша — Ваня Гусєв
- Ромашин Анатолій — доктор Вольф
- Карапетян Артем — секретар
- Володимир Балашов
- Степан Крилов
- Валентин Брилеєв
- В'ячеслав Гостинський
- Карельських Костянтин

## Знімальна група
- Автори сценарію: Йосип Маневич, Олександр Гінцбург
- Режисер-постановник: Олександр Гінцбург
- Оператор: Олександр Рибін
- Художники-постановники: Євген Галей, М. Карякін
- Композитор: Вайнберг Мойсей
- Звукорежисер: Д. Зотов
- Монтаж: Лідія Жучкова, Н. Карлова
- Художник-гример: Б. Антонов
- Костюми: Л. Душина, В. Юдін
- Виконання музики: Державний симфонічний оркестр кінематографії, диригент: Емін Хачатурян

## Технічні відомості
- Виробництво: кіностудія імені Горького
- Художній фільм, чорно-білий.
- Обмеження за віком: немає
- Збір: 20,8 млн глядачів
- Видання на DVD: DVD 9, звук 5.1, PAL, 5-а зона, субтитри: російські, англійські, виробник: «RUSCICO»